# Тит Андроник
«Тит Андро́ник» (англ. Titus Andronicus, полностью «Печальнейшая римская трагедия о Тите Андронике», англ. The Most Lamentable Romaine Tragedie of Titus Andronicus), вероятно, является самой ранней трагедией Шекспира. Главный герой — вымышленный римский военачальник, одержимый местью царице готов Таморе, которая также мстит ему за принесённого в жертву старшего сына. Это самая «кровавая» из пьес Шекспира.
Шекспировед А. А. Аникст подсчитал:

Четырнадцать убийств, тридцать четыре трупа, три отрубленные руки, один отрезанный язык — таков инвентарь ужасов, наполняющих эту трагедию.

## История и рецепция
Образцом для неё стали трагедии Сенеки и ранний елизаветинский театр (Бакхерст, Томас Кид и другие представители «кровавой трагедии»). Большинство учёных датируют пьесу началом 1590-х годов. В дневнике елизаветинского деятеля Филипа Хенслоу «Тит Андроник» упоминается как новая пьеса 24 января 1594 года, но многими точность этого указания ставится под сомнение. В 1614 году, как не без иронии свидетельствует Бен Джонсон, у «Тита Андроника» и «Испанской трагедии» Кида ещё было достаточно много поклонников, причём пьесе, по его словам, было 25-30 лет, а это значит, что она создана во второй половине 1580-х. В XVIII—XIX веках из-за обилия ужасов и убийств «Тит Андроник» утратил популярность и стал считаться едва ли не худшей пьесой шекспировского канона, а авторство Шекспира часто отрицалось полностью, причем низкий (с точки зрения критиков) художественный уровень был фактически главным аргументом (см. ниже). Лишь во второй половине XX века, после спектакля 1955 года с Лоренсом Оливье и Вивьен Ли в главных ролях, трагедия стала достаточно широко ставиться (в 1970—2000-е годы несколько крупных постановок и 3 экранизации, см. Титус (фильм)). Репутация пьесы также изменилась. Так, в своем издании пьесы для серии «Современный Шекспир» 1987 года А. Л. Роуз пишет: «В цивилизованную викторианскую эпоху пьесу нельзя было ставить, потому что в неё нельзя было поверить. Ужас нашего времени таков, что ужасающее варварство лагерей для военнопленных и движений сопротивления, сопровождающееся пытками, нанесением увечий и поеданием человеческой плоти в пьесе, перестало казаться невероятным» Также, режиссёр Джули Теймор, сделавшая постановку на Офф-Бродвее в 1994 г. и снявшая фильм в 1999 г., говорит, что её привлекла пьеса, потому что она показалась ей самой «актуальной из пьес Шекспира для современной эпохи»

## Вопрос об авторстве и место в творчестве Шекспира
Все три прижизненных издания ин-кварто «Тита Андроника» анонимны, однако Фрэнсис Мерес назвал в 1598 году, при жизни Шекспира, его авторство; пьеса вошла в посмертное фолио 1623 года. Существует по́зднее и весьма сомнительное свидетельство, согласно которому Шекспир лишь «прошёлся кистью мастера» по чужой пьесе; некоторые исследователи доверяют этой версии или же вовсе отрицают авторство Шекспира из-за якобы не свойственной ему «варварской жестокости» сюжета. В XX в. на основании лингвистических, стиховедческих и стилистических признаков получили распространение концепции, согласно которым Шекспир написал «Тита» в соавторстве с другими драматургами — чаще всего называется имя Джорджа Пила. Исследователи, признающие участие или единоличное авторство Шекспира, видят в схематизме образов и примитивном нагнетании «ужасных» сцен подражание образцам, модным в 1580—1590-е годы, и отправную точку развития самостоятельного дарования драматурга (так, образ коварного мавра Арона предвосхищает характер Яго, ряд сценических приёмов воспроизводится в дальнейших пьесах и т. п.) «Тита Андроника» иногда сопоставляют с другой ранней пьесой, «Комедией ошибок» — это тоже ученическое подражание античным образцам, где комическое, подобно трагическому в «Тите», трактуется довольно прямолинейно.

## Экранизации
- 1970 — Тит Андроник, Финляндия (ТВ), режиссёр Юкка Сипиля[фин.]). В роли Тита Андроника — Лео Ластумаки[фин.])
- 1985 — Тит Андроник (ТВ) Великобритания, режиссёр Джейн Хауэлл. В роли Тита Андроника — Тревор Пикок[англ.] BBC Television Shakespeare[англ.]
- 1997 — Тит Андроник / Titus Andronicus: The Movie (видео), США, режиссёр Лорн Ричи
- 1999 — Тит / Titus Великобритания, Италия, США, режиссёр Джули Теймор В роли Тита Андроника — Энтони Хопкинс
- 1999 — Тит Андроник / Titus Andronicus, США,, режиссёр Кристофер Данн. В роли Тита Андроника — Роберт Рис
- 2000 — Тит Андроник / Titus Andronicus, США, режиссёр Ричард Гриффин. В роли Тита Андроника Найджел Гор
- 2015 — Тит Андроник / Titus Andronicus, Великобритания, Шекспировский «Глобус», режиссёр Люси Бэйли. В роли Тита Андроника Уильям Хьюстон[англ.]
- 2017 — Тит Андроник / Titus Andronicus, Великобритания, Королевская шекспировская компания в прямом эфире, режиссёр Бланш МакИнтайр, в роли Тита Андроника Дэвид Тротон[англ.]
- 2019 — Тит Андроник / Titus Androgynous, США, режиссёр А. М. Саннахззаро
- 2019 — Тамора императрица / Tamora Imperatrix, Австрия, Германия, режиссёр Каролина Рат

## Издания
- Шекспир, Уильям. Тит Андроник // Шекспир, Уильям. Шесть трагедий / пер. с англ. И. В. Кутика. М.: Водолей, 2025. С. 17-122.